# 山田修爾
山田 修爾（やまだ しゅうじ、1945年9月10日 - 2013年8月28日）は、日本の演出家、プロデューサー。愛称は「修爾さん」、「マムシ」。
東京都渋谷区出身。1969年4月、TBSに入社。アナウンサー、ラジオ制作を経て『ザ・ベストテン』、『輝く!日本レコード大賞』を企画・演出等、TBS音楽番組の中心的存在として活躍した人物でもある。2005年9月にTBSを定年退職後は、TBSグループのキャスト・プラス（クリエイティブ・メディア・エージェンシー）に移り常務取締役→代表取締役社長（2008年）→取締役相談役（2013年）を歴任、演出・プロデュース活動も行う。
清廉潔白であり、曲がった事が大嫌いで、えらく真面目で几帳面な部分があり、銀行の総務課や経理課の様な人物だったという。

## 来歴
1965年4月、一浪により慶應義塾大学法学部政治学科入学。
1969年3月に卒業後、4月にTBSへ入社、放送界入り。
2005年9月30日、TBSを定年退職。同年10月1日にクリエイティブ・メディア・エージェンシー常務取締役へ就任。2008年7月、同社代表取締役社長に昇格（その間、2010年にキャスト・プラスへ社名変更）。2013年7月、社長を退き、取締役相談役に。
2013年8月28日、特発性間質性肺炎のため死去。享年67。

## 人物

### 出生から大学まで
代々木西原生まれ。ラジオで育ち、夕食後の家族団欒は六畳の居間にラジオを囲んで、落語やクイズをよく聴いて、落語は覚えてしまうくらいだったという。学校放送では春・夏・冬休みのほうが大好きであり、中でも『マイクさんこんにちは』が大好きだった。『笛吹童子』に『ヤン坊ニン坊トン坊』での黒柳徹子の小猿のトン坊はかわいかったと評価していた。山田にとってラジオとは「想像の世界をよりかき立ててくれる最高の玉手箱だった。」という。ステレオ実験放送では、兄弟先を争って中心の位置を取り合ったが、これがステレオ立体音なのか!?よくわからなかったという。『こども音楽コンクール』に出場した事があり、放送当日は家族が顔をつきあわせて聴いたという。主催は後に入社するTBSであったが、この局に入社するとは思わなかったが、いつも家族の真ん中にラジオがあった時代は決して派手ではないが実のある平穏でいい時代だったような気がすると振り返っている。小学校高学年の頃には、テレビが話題になってきたときに好きだった番組は『デン助劇場』『ひょっこりひょうたん島』『シャボン玉ホリデー』『ピンク・ムード・ショー』。『デン助劇場』では大宮デン助の気っぷが良くて人情家、早とちりでいつも大混乱、ハゲ頭にドロボーひげ、いつも首を振っているところが大好きとなりサインまでもらったことがある。山田にとってテレビとは「娯楽を与えてくれる最高の玉手箱」だったという。大病により小学校6年生の2・3学期を全休する。
渋谷区立代々木中学校ではブラスバンド部所属、トランペットを担当。
浪人中に見た東京オリンピック開会式の生中継を機に、テレビ最全盛の世の中となってきて、娯楽、文化、スポーツ、政治、すべてはテレビなしでは語れなくなってきて、頭の中の一部になり、幼少の頃からラジオやテレビが大好きだったため小学校の時に好きだった学校放送もいい、『シャボン玉ホリデー』みたいな楽しいものもいいと、就職先を放送局に選択する。

### TBS時代
テレビ制作を志望していた為、入社時の『TBS社報』には「みんなが行ってみたいと思っている所、国内外問わず行ってそこから生中継で、その土地の良さを紹介するような番組を作ってみたい」と綴っている。
アナウンス部に配属されアナウンサー第14期生として放送界にデビューする（同期には石原俊爾、稲生二平、木脇豊、杉崎一雄、田中啓生、田中良紹）。総合系アナウンサーとして各種番組に出演、報道記者、ナレーション等を担当後、ラジオ局第二制作部に異動、ディレクターに転身する。『キンキン・ケンケンのそれ行け歌謡曲』「ミュージックキャラバン」等を担当する。
制作局制作部に異動し『TBS歌えファンファーレ』を手始めに、以降、『火曜歌謡ビッグマッチ』、『トップスターショー・歌ある限り』、『輝く!日本レコード大賞』、『山口百恵さよならコンサート』、『キラリ・熱熱CLUB』、『音楽派トゥギャザー』、『アイラブバンド』等数多くのバラエティ・音楽番組を担当。
TBSではドラマや報道では盤石の強さを誇っていたが、ゴールデンタイムの音楽番組では苦戦し、山田が担当していた火曜20時枠も次々と打ち切りの憂き目に遭いドラマ制作へ。再び音楽班に戻り『トップスターショー・歌ある限り』を担当する。
制作局演出部の時、1978年1月から1989年9月には音楽番組の歴史を変えた『ザ・ベストテン』を企画・演出。独自集計のランキングや生中継などのアイデアを考え、画期的な演出で人気番組に育て第1回から最終回まで全ての放送分に関わった唯一の社員スタッフであり、『ザ・ベストテン』の生みの親と呼ばれていた。
飛行機が好きで得点ボードを羽田空港のソラリーボードを参考にして特注したり、とても冒険が好きで、番組名物でもある新幹線などのホームから生中継するなどの斬新な演出、異例の斬新で明るくて華やかで、毎週贅沢で奇抜なスタジオセットでの生放送。出演歌手に何もない所にスポットライトを当ててくれてから、陽の当たる芸能の道を歩くようになれたり、結構な無理難題を要求されたが、それに応えるのが快感だったり、演出もこだわりがあって妥協を許さず、歌と全く無関係であり、意味不明であり、謎のダンサーを歌手の周りに配置する「山田演出」が大きな話題を呼び、歴史に残る番組を手掛け、出演者の特徴を見極め、執念と情熱を出した結果の番組であり、一時代を築いた。山田自身は「何千万の人を一瞬だけど笑顔にする。そのために働くんだ。」と周囲に語っていて、「移動中の生放送出演は何よりリアリティを証明できる。今思うとよく撮影が許可されたものだ。旬の歌手が勢いよく成長していく時期を共有できたのが何より幸せ。歌詞や曲の世界観を元に毎週産みの苦しみでセットや演出を考え抜いた。作り手側の強いイメージを真摯に説明することで歌手からもアイディアをもらった。誰もが時間と知恵を惜しみなく注ぎ込んだ番組だった。」と回想している。追っかけマンの松宮一彦には『ザ・ベストテン』以降も音楽番組のキャスティング相談もしていた。司会者の黒柳徹子とアシスタントディレクターの阿部龍二郎は山田の事を「木曜日は、台風の中にいるみたいだった」としている。
『ザ・ベストテン』終了後は、制作局演出二部、制作局制作二部の副部長→部長を経て、制作局制作二部専門職部長兼ラジオ編成制作局制作部専門職部長（1993年2月25日）、スポーツ局スポーツ番組センター制作担当部長（1995年7月5日）、編成局HDソフト部長（1999年6月11日）、デジタル番組推進部長（組織変更、2000年12月1日）、編成局アナウンス部長（2001年6月4日 - 2005年6月22日。文献によってはアナウンス部長・副理事と記述あり）、経営企画局担当局次長（2005年6月23日）を歴任した。面倒見が良く、年に一度の『ザ・ベストテン』復活特番『同窓会』『復活版』のディレクター・プロデューサーも担当。
スポーツ局スポーツ番組センター制作担当部長としては長野冬季五輪閉会式、バレーボール世界選手権開会式等の演出を担当。
編成局アナウンス部長としては小島慶子、堀井美香、久保田智子、竹内香苗等多数の後輩アナウンサーを育成する。
2005年9月27日、同月末でTBSを定年退職することを記念した謝恩パーティーがキャピトル東急ホテルで開かれ、黒柳徹子、関係者などが一堂に会した。
TBS定年退職日となった2005年9月30日、直系の弟子にあたる同局プロデューサーの阿部龍二郎が自身の番組『中居正広の金曜日のスマたちへ』（以下、『金スマ』）で送別記念企画として制作した「波瀾万丈スペシャル『ザ・ベストテン』の真相」が放送され反響を呼んだ。

### TBS定年退職後
クリエイティブ・メディア・エージェンシー→キャスト・プラスに移り、音楽ユニット・テノール宇田松ライブ制作、ミュージカル制作等、演出・プロデュース活動も行う一方で、人の良いところを見つけるのが得意であり、惜しみ無き愛情を注いでくれたり、いつも言葉に温かみがあり、目が笑う優しい表情の人柄を表しているが、時には厳しく叱ってくれたり、公私と共に悩んでいるアナウンサーらの良き相談相手をすぐに務めたり、目の奥の鋭さでどこかを走っているように、笑顔やユーモアにとても皆を励まして、常務取締役、代表取締役社長、取締役相談役を歴任し、クリエイティブ・メディア・エージェンシー→キャスト・プラス及びTBSニュースバード各キャスターオーディション審査、タレント育成、人材発掘、テレビ番組監修も行う。
内外を問わずどこでも「修爾さん!」と、親しまれて、尊敬されて、愛されていたという。

### 最期
『SEMPO -日本のシンドラー 杉原千畝物語-』（以下、『SEMPO』）2008年の初演成功から5年との間に脚本変更からキャスティング、告知等、再演に向けて精力的に動いていたり、2013年3月には雑誌『昭和40年男』Vol.19取材中に何度か咳き込みながらインタビューをしていたり、5月にはCS TBSチャンネル監修番組『タマネギ頭〜徹子さん初体験バラエティー〜 久米宏とゴールデンコンビ復活』の収録にも来ていたりしていたが、7月末に入院。8月18日に病室に『SEMPO』の台本を送ってほしいと、8月24日には『SEMPO』の稽古場におにぎりの差し入れをしていたりと、『SEMPO』に対する思いやプロデュース活動に関する意欲は変わらなかったが、8月28日12時2分、東京都内の病院で死去。ストレスが影響していたとされている。『SEMPO』2013年版記者発表中に急逝したとの連絡が入り、これがプロデューサーとしての遺作で最後の作品となる（公演初日が山田の誕生日でもある）。山田の死は夜になると『SEMPO』出演者･スタッフ全員の言葉を失ってしまったという。
その2日後の2013年8月30日に放送された『金スマ』では、エンディング後に退職日と2010年3月5日放送の「金スマ波瀾万丈スペシャル 近藤真彦 前編」のVTRを一部放送して追悼テロップと共に哀悼の意が表される。さらに2013年9月27日放送の『金スマスペシャル』で“ザ･ベストテンの真実”と題した特集が放送され、『ザ･ベストテン』で長年司会を務めた久米宏と黒柳徹子がゲスト出演、その中で久米は『ザ･ベストテン』司会の降板に際し、他局で新たな報道番組（後の『ニュースステーション』）のキャスターを務める事を、報道が先行する中、真意を直接打ち明けないまま番組を去ることになってしまい、その事に関して山田に謝罪していなかったと告白した。
戒名は、「創見院篤誉修慧居士」（そうけんいんとくよしゅうえこじ）。墓所は青山霊園。

## 交友関係
女優の吉永小百合は小・中・高校の1年先輩。歌手の荒木一郎は友人。ブラスバンド部の後輩等にはジャニーズがいたため、代々木西原の町は"芸能人"が生まれるところみたいだと随想していた。
黒柳徹子とは、『火曜歌謡ビッグマッチ』司会で山田と初めて組む。『ザ・ベストテン』司会以来、公私共に信頼関係を結ぶ。それ以降、『音楽派トゥギャザー』『輝く!日本レコード大賞』（第19,33-34回）『ドリーム・プレス社』『キズナ食堂』『スパモク!! THEテッパン』『タマネギ頭』でも組んでいる。黒柳の誕生会を開く際には阿部龍二郎、放送作家の野村正浩らと共に何人かで現れ、毎年には必ず、黒柳に花をくれたりもしていた。
中森明菜とは、デビュー当時から『ザ・ベストテン』に出演、家族ぐるみでの付き合いがある。
松田聖子はデビュー当時から『ザ・ベストテン』に出演していた。山田が毎年松田のコンサートを見に行っていた。内、2002年ではTBSが放送権を所有していた最初の収録会場のさいたまアリーナで、松田の娘・神田沙也加（当時・SAYAKA）が登場した際には、「親でもないのに、しょうがなくとも涙が出てしまった。」と回想している。
監修テレビ番組『タマネギ頭』に出演したクリス松村は、山田と音楽談義にやり取りをしていたり、『タマネギ頭』収録の合間には山田に『ザ・ベストテン』や歌について質問すると丁寧に答えてくれたといい、また、「『ザ・ベストテン』全放送を収めたDVD全集を出して欲しい!」と、クリスの無茶苦茶なリクエストにも山田はそれを答えてくれたという。

## 活動リスト

### 番組

#### 出演番組
- ラジオでザ・ベストテン〜放送30周年!みんなの「ザ・ベストテン」大検証〜（2009年4月26日、TBSラジオ）コメンテーター[119][120]
- テレビがくれた夢 山田修爾編（2013年3月24日、TBSチャンネル）[121][122]

#### 制作テレビ番組
※特記ない限り、TBSテレビのもの。
- TBS歌えファンファーレ（1971年 - 1973年）
- 火曜歌謡ビッグマッチ（1973年 - 1974年）アシスタントディレクター・ディレクター[105]
- トップスターショー・歌ある限り（1976年 - 1977年）ディレクター[123][124]
- 第19回輝く!日本レコード大賞（1977年12月31日）制作スタッフ
- ザ・ベストテン （1978年 - 1989年）ディレクター・プロデューサー[注釈 5]
  - SAMBA・TV ザ・ベストテン（2000年12月30日）プロデューサー・総合演出[126]
  - ザ・ベストテン2001（2001年12月30日）プロデューサー・総合演出[127]
  - ザ・ベストテン2002（2002年12月30日）プロデューサー・総合演出
  - ザ・ベストテン2003（2003年12月30日）プロデューサー・総合演出[128]
  - ザ・ベストテン2004（2004年12月30日）プロデューサー・総合演出[129]
- 第20回輝く!日本レコード大賞（1978年12月31日）中継担当
- 山口百恵さよならコンサート（1980年10月5日）ディレクター
- キラリ・熱熱CLUB（1988年 - 1990年）プロデューサー[130]
- 音楽派トゥギャザー（1989年）演出・プロデューサー[131]
- アイラブバンド（1990年）プロデューサー・演出[132][133]
- 第33回輝く!日本レコード大賞（1991年12月31日）プロデューサー・演出
- 第34回輝く!日本レコード大賞（1992年12月31日）プロデューサー・総合演出[134]
- 第35回輝く!日本レコード大賞（1993年12月31日）プロデューサー・演出
- 第36回輝く!日本レコード大賞（1994年12月31日）プロデューサー・演出[135]
- TBS新局舎完成記念 テレビ新世紀!感動の超有名人300人大集合 （1994年10月3日）プロデューサー・演出

##### 監修テレビ番組
- ドリーム・プレス社（2006年 - 2009年）[136]
  - ドリーム・プレス社SP（2006年7月26日）[137]
  - ドリーム・プレス社2時間SP（2006年10月20日）[138]
  - ドリーム・プレス社スペシャル（2007年4月6日）[139]
- サカスさん（2009年）「サカス ザ・ベストテン」セット - ノンクレジット。
- キズナ食堂（2009年 - 2010年）
- スパモク!!「THEテッパン」（2011年6月3日）
- タマネギ頭（2012年 - 2013年、TBSチャンネル）
  - タマネギ頭SP第1弾〜徹子さんおもてなしクイズ!〜（2012年）
  - タマネギ頭SP第2弾〜徹子さんおもてなしクイズ!〜（2012年）
  - タマネギ頭〜徹子さんおもてなしクイズ!〜（2012年）
  - タマネギ頭〜徹子さん初体験バラエティー〜（2012年 - 2013年）
  - タマネギ頭〜徹子さん初体験バラエティー〜 久米宏とゴールデンコンビ復活（2013年6月23日）

#### 制作ラジオ番組
※特記ない限り、TBSラジオのもの。
- キンキン・ケンケンのそれ行け歌謡曲「ミュージックキャラバン」ディレクター[140]

### 舞台作品
- 民主党全国キャラバン政策アピールミュージカル「ふるさと再生-土と緑と水に」「幸福の王子-逆転の夏」（2007年）演出[141]
- SEMPO -日本のシンドラー 杉原千畝物語-（2008年、2013年）プロデューサー - プロデューサーとしての最後の作品。

### 映像作品
- ザ・ベストテン 中森明菜 プレミアムBOX（2012年）映像制作

### ビブリオグラフィ

#### 著書
- ザ・ベストテン（2008年12月、ソニー・マガジンズ）ISBN 978-4789733724
2012年1月に、新潮文庫で再刊（上記単行本の内容に「文庫版あとがき」を追加）ISBN 978-4-10-136341-7

#### 雑誌記事
インタビュー
- 「エンタテインメンツ スポットバック 山田修爾さん 「ザ・ベストテン」でヒット順位を決めるTBS制作局演出部」『週刊朝日』第83巻第42号、朝日新聞社、1978年9月22日、45頁。
- 山田修爾（インタビュアー：STUDIO VOICE）「特集『歌謡曲の神話 ベストテン時代へのレクイエム』 証言 「ザ・ベストテン」TBSテレビ 元チーフ・ディレクター」『STUDIO VOICE Vol.197, INFASウェーブ』、1992年5月号 エラー: 日付が正しく記入されていません。。オリジナルの2014年12月5日時点におけるアーカイブ。2015年5月18日閲覧。
- 山田修爾「VIEWS-INTER-VIEWS テーマ特集 なぜTVから歌番組が消えたのか 今こそ、もう一度歌番組を作ってみようと考えている」『VIEWS』第3巻第9号、1993年5月12日、57頁。
- 山田修爾（インタビュアー：井上佳子）「TV・オブ・ザ・イヤー2005 各アワード受賞番組スタッフ&キーマンインタビュー 「ザ・ベストテン」元プロデューサー」『Quick Japan Vol.64, 太田出版』、2006年2月10日。
- 鈴木健司「interview 山田修爾 "異端"を目指し、自由奔放な発想が生んだ伝説の音楽番組」『調査情報』NO.487、TBSメディア総合研究所、2009年1 - 2月号、NAID 40016543896、NCID AA12288965。[142]
- 山田修爾（インタビュアー：横田由美子）「週刊図書館 ひと」『週刊朝日, 朝日新聞出版』、2009年2月13日。
- 山田修爾（インタビュアー：波）「年末年始に読みたい新潮文庫の新刊『ザ・ベストテン』【インタビュー】いつまでもあの感動を」『波, 新潮社』、2012年1月号 エラー: 日付が正しく記入されていません。。オリジナルの2013年10月30日時点におけるアーカイブ。2016年7月16日閲覧。
- 濱口英樹「連載特集 夢、あふれていた俺たちの時代。『ザ・ベストテン』放送開始 木曜9時は歌謡曲にクギ付け!」『昭和40年男』第2巻第3号、クレタパブリシング、2013年5月11日。

連載
- 日刊ゲンダイ「今だから明かすザ・ベストテン秘話」（2010年、日刊現代）

対談
- 大谷隆之「ザ・ベストテンの時代。黒柳徹子×山田修爾」『REBOOT』Vol.4、ソニー・マガジンズ、2007年11月号、124-127頁、ISBN 978-4-7897-7016-3。

討論
- 久保嶋教生、山田修爾、井口文雄、平岡正明「＜特集＞テレビの創る世界 “ザ・ベストテン” の場合 パネルディスカッション 日本文化の最表層 “テレビ歌謡曲”」『放送批評』No.173、放送批評懇談会発行、1983年11月号。[143]

関連記事
- “「ベストテン」でもやってた口パク 第1号は光GENJIだった!?”. 日刊ゲンダイ. (2013年3月17日).  オリジナルの2015年12月5日時点におけるアーカイブ。 2016年9月21日閲覧。 {{cite news}}: 不明な引数|program=は無視されます。 (説明)⚠